# Conto do Náufrago

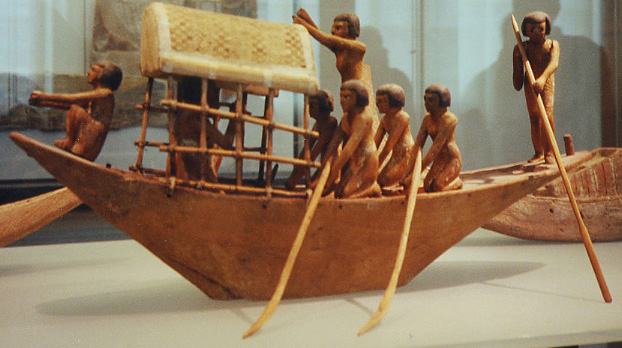
Maqueta de barco do Antigo Egipto. Madeira estucada e pintada, cerca de 2000 a.C. Museu do Louvre.

O Conto do Náufrago ou A Ilha da Serpente é um conto literário do Antigo Egipto da época do Império Médio, datado do século XX a.C.
Este conto é conhecido graças a um único manuscrito, o Papiro São Petersburgo 1115, da época da XII dinastia egípcia. Este papiro também é conhecido como o Papiro Golenischeff, em honra ao egitólogo russo Vladimir Semenovitch Golenischeff que o encontrou no Museu Imperial de São Petersburgo em 1881, desconhecendo-se como foi ali parar o manuscrito. Actualmente o papiro encontra-se no Museu Pushkin em Moscovo.
Relata as aventuras de um marinheiro egípcio que partiu num barco para uma expedição num país onde se achavam as minas de cobre do faraó. Durante a viagem ocorre um naufrágio, no qual morrem todos os cento e vinte integrantes da tripulação, descritos como os melhores marinheiros egípcios, com excepção do protagonista. Agarrado a uma prancha permanece três dias em alto mar, até alcançar uma ilha.
Nesta ilha habitava uma grande serpente de cores dourada e lápis-lazúli, que o recebeu e levou para uma caverna, sem atacá-lo. Esta serpente era a soberana da ilha, que se caracterizava por possuir grandes riquezas. A serpente comunica ao náufrago que dentro de quatro meses passará pela ilha um barco que o levará de volta a casa.
Quatro meses mais tarde, as palavras da serpente cumpriram-se. A serpente carrega o navio com as riquezas da sua ilha, como a canela, o marfim, as peles, óleos perfumados e macacos. A história termina com o regresso do herói ao Egipto dois meses depois de ter partido da ilha.
Embora se trate de uma obra de ficção, os investigadores encontram no texto elementos da história e cultura egípcia, como a exploração mineira no Sinai (que foi intensamente desenvolvida pelo rei Amenemés III da XII dinastia) e as viagens comerciais ao país de Punt, um local ainda não totalmente identificado (seria talvez na região do Corno de África), mas que se caracterizava pela sua riqueza. Actualmente o texto do Conto do Náufrago é usado em aulas de aprendizagem da língua egípcia.